# Neutralizacja wojskowa
Neutralizacja wojskowa, neutralizacja terytorium, neutralizacja – w prawie międzynarodowym – zakaz wykorzystywania danego terytorium do przygotowywania działań wojennych, a zwłaszcza ich prowadzenia. Nie wyklucza to jednak możliwości utrzymywania na nim sił zbrojnych i istnienia infrastruktury wojskowej, chyba że jednocześnie terytorium uznane zostanie za strefę zdemilitaryzowaną. Neutralizacja ważnych strategicznie obszarów (cieśniny międzynarodowe, kanały morskie, itp.) sprzyjać ma utrzymaniu pokoju na świecie; czasami dotyczy terytoriów w przeszłości spornych i jest elementem uregulowania ich statusu.
Obszary poddane neutralizacji to m.in.:
- Wolne Miasto Kraków (w latach 1815–1846)
- Kanał Panamski – na podstawie traktatów z 1850, 1901 i 1903
- Morze Czarne – na podstawie traktatu paryskiego (1856), co odwołał traktat londyński (1871)
- Cieśnina Magellana – od 1881
- Kanał Sueski – od 1888
- Spitsbergen – od 1920 na podstawie Traktatu Spitsbergeńskiego
- Wyspy Alandzkie – od 1921 na podstawie konwencji genewskiej
- Antarktyka – od 1959 na podstawie Układu Antarktycznego